# Syntrichia leucostoma
Syntrichia leucostoma là một loài rêu trong họ Pottiaceae. Loài này được (R. Br.) Spreng. mô tả khoa học đầu tiên năm 1827.